# Les Cowboys (film, 1972)
Pour le film de Thomas Bidegain, voir Les Cowboys (film, 2015).
Pour plus de détails, voir Fiche technique et Distribution.
Les Cowboys (titre original : The Cowboys) est un film américain réalisé par Mark Rydell en 1972.

## Synopsis
Will Andersen, éleveur de bétail têtu, est lâché par ses hommes, partis chercher de l'or. Pour convoyer un troupeau, il se trouve contraint d'embaucher des adolescents inexpérimentés. Le groupe est accompagné par un cuisinier noir, Jebediah Nightlinger. En route, ils sont attaqués par la bande de « Long Hair » et Andersen est assassiné. Nighlinger et les jeunes cowboys, livrés à eux-mêmes, décident de récupérer le troupeau volé, de venger leur patron et de poursuivre le convoyage.

## Fiche technique
- Titre original : The Cowboys
- Réalisation : Mark Rydell
- Scénario : Irving Ravetch, Harriet Frank, Jr. et Dale Jennings (d'après un roman de ce dernier)
- Photographie : Robert Surtees
- Décors : William Kiernan
- Costumes : Anthea Sylbert
- Montage : Neil Travis et Robert Swink
- Musique : John Williams
- Producteur : Mark Rydell
- Société de production : Sanford Productions
- Société de distribution : Warner Bros.
- Genre : western
- Format : couleurs (en Panavision et Technicolor)
- Durée : 123 minutes
- Dates de sortie : 
  - États-Unis : 13 janvier 1972
  - France : 22 mars 1972
- Affiches : Bill Gold (États-Unis), Georges Kerfyser (France)

## Distribution
- John Wayne (VF : Raymond Loyer) : Will Andersen
- Roscoe Lee Browne (VF : Serge Sauvion) : Jebediah Nightlinger
- Bruce Dern (VF : Marc de Georgi) : Asa « Long Hair » Watts
- Colleen Dewhurst (VF : Paule Emanuele) : Kate
- Slim Pickens (VF : Georges Hubert) : Anse Petersen
- Lonny Chapman (VF : Jacques Torrens) : le père d'Homer
- Charles Tyner : Stonemason
- Sarah Cunningham (VF : Paula Dehelly) : Annie Andersen
- Allyn Ann McLerie (VF : Monique Thierry) : Ellen Price
- Maggie Costain : Phœbe
- Matt Clark (VF : Jacques Deschamps) : Smiley
- Jerry Gattlin : Howdy
- Walter Scott : Okay
- Richard Farnsworth : Henry Williams
- Wallace Brooks : Red Tucker
- Charise Cullin : Elizabeth
- Collette Poeppel : Rosemary
- Norman Howell Sr. : le père de Jim
- Rita Hudis : la mère de Charlie
- Margaret Kelly : la mère de Bob
- Larry Randles : Ben
- Larry Finley : Jake
- Jim Burk : Pete

Et les cowboys :
- Alfred Barker Jr. : Fats
- Nicolas Beauvy : Dan
- Steve Benedict : Steve
- Robert Carradine (VF : Thierry Bourdon) : Slim Honeycutt
- Norman Howell : Weedy
- Stephen R. Hudis : Charlie Schwartz
- Sean Kelly : Stuttering Bob
- A Martinez : Cimarron
- Clay O'Brien : Hardy Fimps
- Sam O'Brien : Jimmy Philips
- Mike Pyeatt : Homer Weems

## Commentaire
Pour l'une de ses premières réalisations, Mark Rydell (The Rose, La Maison du lac...) dirige John Wayne qui a alors une longue carrière derrière lui, celle du « légendaire héros indestructible qui ne meurt jamais. » Or, précisément, Les Cowboys casse cette légende : en effet, une vingtaine de minutes avant la fin du film, le « Duke » est tué ! De plus, il s'en remet à un jeune réalisateur et accepte de tourner avec des acteurs débutants.
En outre, le film permet au futur compositeur attitré de Steven Spielberg et auteur de la musique de la saga Star Wars, John Williams, de signer l'une de ses premières partitions d'envergure pour le cinéma (après, notamment, celle pour Reivers - 1969 - du même Mark Rydell).

## Anecdote
Ce film a été le dernier à être projeté sur l'écran géant du Gaumont-Palace de la place Clichy. Cette salle ferma ses portes le 31 décembre 1972, et fut démolie dans les premiers mois de 1973, après avoir été le plus grand cinéma d'Europe.

## Faux-raccords et incohérences
Lorsque Dan, l'un des enfants qui convoient le troupeau, est capturé et malmené par le chef des bandits, Asa « Long Hair » Watts, il perd ses lunettes qui tombent dans la rivière, le chef des bandits lui permettant de s'échapper, mais sans les récupérer. Or, à la scène suivante, de retour au campement, il les porte de nouveau. Cette incohérence n'est jamais expliquée. Elles seront cassées peu après en tombant dans un ravin. Le chef des bandits, joué par Bruce Dern, lui demandant étrangement ce qu'il est arrivé à ses lunettes quand il retrouve le garçon plus tard. Cela peut aussi s'expliquer par le fait que l'ordre de tournage des scènes ne correspond pas à l'ordre chronologique et que la scène de la rivière fut tournée après la destruction des lunettes. En fait, il n'y a aucune incohérence. Lorsque Dan est plongé dans la rivière, il attrape ses lunettes de sa main gauche, les empêchant ainsi de tomber à l'eau.